# Jakob van Domselaer
Jakob van Domselaer, oficialment Jakob van Domselaar (Nijkerk, 15 d'abril, 1890 – Bergen (Holanda del Nord), 5 de gener, 1960), va ser un compositor neerlandès de música clàssica contemporània.

## Biografia
Primers anys

Jakob van Domselaer, era el segon dels tres fills del sastre i comerciant tèxtil Willem van Domselaar i la seva dona Maatje van Domselaar-Klaver, va prendre classes de piano i orgue amb Johan Enderlé i Willem Petri. Després va rebre classes de composició i piano de Johann Wagenaar a Utrecht. Per recomanació de Wagenaar, Van Domselaer va anar a Berlín el 1911 per estudiar amb Frédéric Lamond. Allà va conèixer l'obra de Busoni i Schönberg. Va ser el primer a interpretar obres d'ambdós compositors als Països Baixos (el 1914).

## Van Domselaer i De Stijl
El 1912, durant un viatge a París, Van Domselaer va conèixer el pintor neerlandès no figuratiu Piet Mondrian, per recomanació de Catharine Hannaert, una amiga seva. Va desenvolupar una amistat i Van Domselaer es va dedicar a materialitzar en música les idees que Mondrian havia expressat en pintura. El resultat va ser Proeven van Stijlkunst (Les proves de l'art d'estil), nou composicions escrites entre 1913 i 1916. Són les úniques peces musicals creades segons els principis abstractes de De Stijl, traduïdes a la música, del moviment artístic que Mondrian va fundar el 1917 juntament amb altres artistes com Theo van Doesburg i Bart van der Leck. Nelly van Doesburg, l'esposa de Van Doesburg, va ser una de les poques pianistes que va tocar Proeven van Stijlkunst a les vetllades dadaistes que organitzava. El compositor també va interpretar les obres ell mateix, per exemple, a la sala de concerts Duwaer & Naessens de Stadhouderskade a Amsterdam.

## Anys posteriors
El 1916, Van Domselaer es va casar amb la seva estimada de la infància i companya d'estudis, la pianista Maaike Middelkoop. Ella era la principal responsable de mantenir la família amb classes de piano. Del matrimoni van néixer tres fills: la publicista Matie (Maatje 1920-2003), Wim (Willem 1921-2000) i el poeta i combatent de la resistència Jaap (Jakob 1923-1944) van Domselaer.
El 1918, Van Domselaer ja n'havia tingut prou de les idees de De Stijl. Va prendre un camí diferent. No obstant això, va oferir un altre concert el 1919 a la petita sala del Concertgebouw, on va interpretar tres de les seves primeres sonates per a piano de 1918 i 1919. Es va traslladar de Laren (Holanda del Nord) a la rústica ciutat de Bergen (Holanda del Nord). Allà, Adriaan Roland Holst i Henri ten Holt formaven part del seu cercle d'amics artístics, així com els seus gendres posteriors, els artistes de la CoBrA Constant Nieuwenhuijs i Asger Jorn, que només van viure a Bergen durant un curt període.
Com a compositor, però, va ocupar una posició aïllada. Les seves últimes obres ja no eren "composicions" sinó "peces sonores". Un exemple sorprenent és la seva Sonata núm. 9 de 1924. També d'aquest període és la seva Primera Simfonia (1921), que va ser interpretada per primera vegada per l'Orquestra dels Països Baixos del Nord el 2002. A partir de 1930, va escriure gairebé exclusivament suites i variacions, però la seva obra va romandre desconeguda per al públic. Tot i això, va continuar component. Finalment, va tenir 39 sonates, suites i variacions al seu nom. Van Domselaer també va ensenyar composició i, en certa mesura, va establir un seguit. Entre els seus estudiants a finals de la dècada de 1940 hi havia Simeon ten Holt, que més tard el va criticar per no atrevir-se a fer el pas més radical en la seva música, i Nico Schuyt.
Van Domselaer va morir als 69 anys a Bergen. El 1968, la seva vídua, Maaike van Domselaer-Middelkoop, va publicar la publicació "Panorama de la vida i obra de Jakob van Domselaer". També va publicar textos sobre el seu cercle d'amics, incloent-hi cartes i memòries, a la revista literària "Maatstaf".

## Obres (selecció)
- Proeven van Stijlkunst (1913-1916)
- Pianosonates (1918-1935)
- Pianoconcerten (1925, 1927)
- Eerste Symphonie (1921)
- Variaties en Suites voor piano (1930-1958)